# Пам'ятник Ігорю Ґереті
Пам'ятник Ігорю Ґереті — пам'ятник українському археологу, мистецтвознавцю, історику, поету, викладачу і громадсько-політичному діячеві Ігорю Ґереті на вулиці Валовій у Тернополі.

## Опис пам'ятника
Бронзова постать Ігоря Ґерета зображена в русі в повний зріст із сумкою — митець крокує вулицею в напрямку обласного музею. Скульптура висотою 2 метри встановлена біля будівлі Управління Національної поліції України в Тернопільській області.
Над створенням пам'ятника працювали в Тернополі, де ще п'ять років тому виготовили скульптуру з гіпсу, а оригінал вилили у Львові. Близько трьохсот тисяч гривень на скульптуру зібрали друзі та учні Ігоря Ґерети.

## Відкриття
Пам'ятник Ігорю Ґереті відкритий 25 вересня 2016 року о 12:00.
Пам'ятник освятив єпископ-помічник Тернопільсько-Зборівський УГКЦ Теодор (Мартинюк).
У відкритті пам'ятника взяли участь голова Тернопільської ОДА Степан Барна, голови Тернопільської обласної та міських рад Віктор Овчарук та Сергій Надал, викладачі та учні Тернопільської обласної експериментальної школи мистецтв імені Ігоря Ґерети, друзі, побратими Ігоря Ґерети й кілька сотень тернополян.